# Городская улица (Киев)
Городская улица – улица в Святошинском, Подольском и Оболонском районах города Киева, местности Берковец, Пуща-Водица. Проходит от Гостомельской площади до Лесной улицы. Присоединяются улицы Берковецкая, Синеозерная, Михаила Рыбакова, шоссе по Гостомелю, улицы Курортная, Ирины Жиленко, Федора Максименко, Николая Юнкерова и Квитки Цисык.

## История
Появилась в 1-й трети XX века под заглавием Городская. Современное название – с 1944 года.

## Застройка
В доме №1 размещается Дом ветеранов сцены имени Натальи Ужвий, основанный в 1959 году на собственные средства Украинского театрального общества по инициативе украинской советской актрисы Натальи Ужвий. Представляет собой двухэтажное здание с территорией 1,5 га с парком и садом.